# Таряй Весос
Таряй Весос (оригинално изписване на латиница Tarjei Vesaas) е бележит норвежки писател и поет, смятан за един от най-ярките представители на норвежката литература през 20 век.
Пише творбите си на нюношк (новонорвежки език). Сред най-емблематичните му произведения се нареждат „Птиците“, „Леденият Замък“, „Лодката вечер“, по-късните му романи „Пожар“, „Къщата в мрака“, „Сигнал“. С творчеството си Таряй Весос оставя ярка следа в литературния живот на целия скандинавски регион.
Получава редица награди и признания за приноса си. Умира в Риксхоспитале на 72-годишна възраст.